# Ramazzotti

Markenlogo

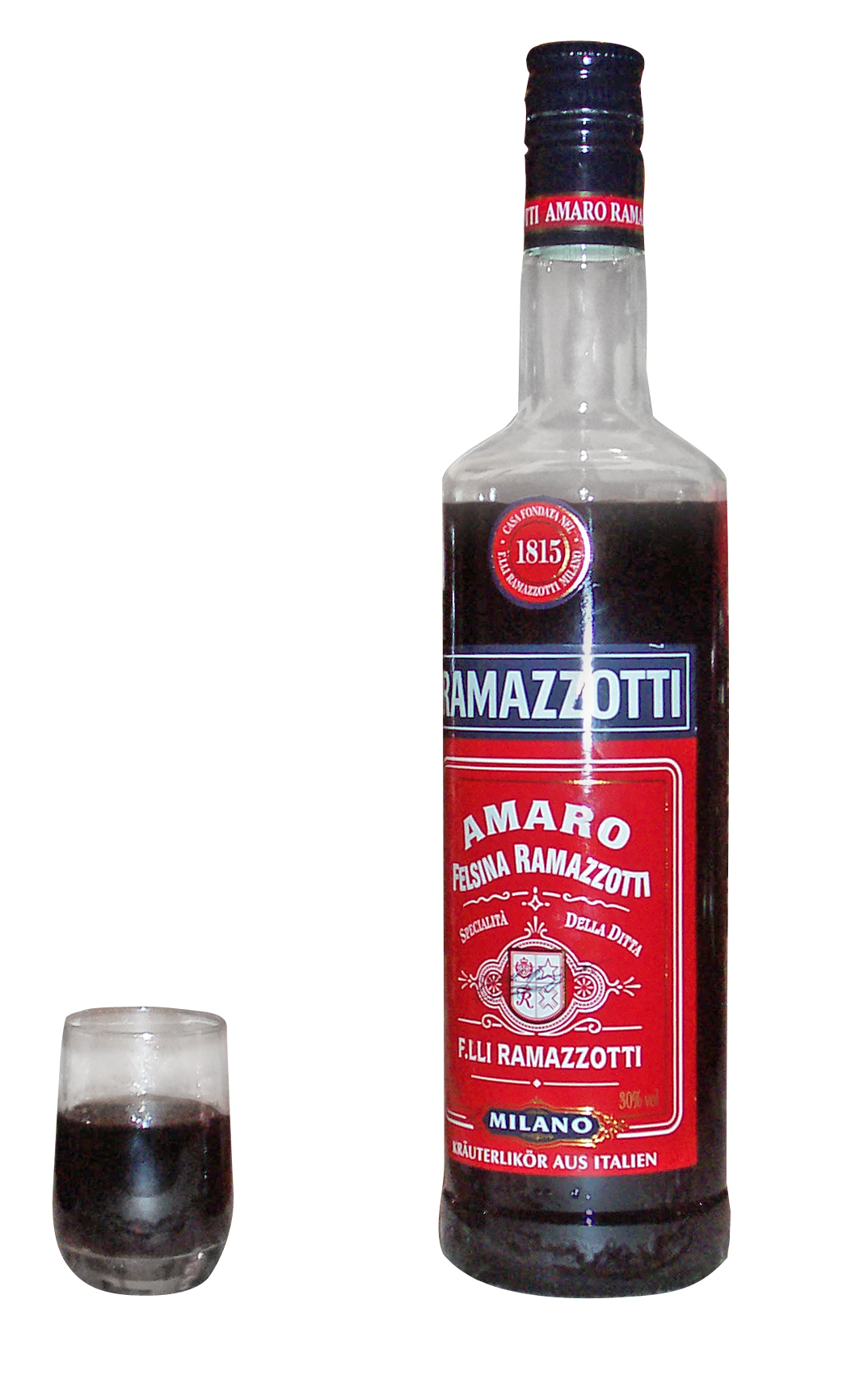
Ramazzotti

Ramazzotti ist ein italienischer Kräuterlikör, ein Amaro, mit einem Alkoholgehalt von 30 % Vol. Der Handelsname lautet Amaro Ausano Ramazzotti.

## Herstellung
Amaro bezeichnet italienische Halbbitter-Liköre, die aus einem Basisalkohol mit Aromen, Zucker oder natürlichen Süßstoffen hergestellt werden. Im Unterschied zu den Vollbittern ist ihr Zuckergehalt höher.
Das Herstellungsverfahren von Ramazzotti ist das gleiche wie 1815. Die Rezeptur umfasst 33 Kräuter und Pflanzen, unter anderem süße und bittere Orangenschalen, Chinarinde, Engelwurz, Kaiserwurz, Rosenblüten, Vanille und Sternanis. Diese werden extrahiert und pulverisiert. Dann werden Zucker, Alkohol und weitere Zutaten hinzugefügt. Die entstandene Flüssigkeit wird anschließend filtriert. Ramazzotti wird auch noch in den Varianten Menta, Aperetivo Rosato, Crema, Espresso, Sambuca und Orange angeboten.

## Geschichte
Der aus Bologna stammende Apotheker Ausano Ramazzotti nutzte in Mailand seine Erfahrungen im Wein- und Likörhandel, um 1815 einen eigenen Kräuterlikör zu entwickeln. Der Absatz wurde unter anderem durch die Eröffnung der ersten Kaffeehäuser im Zentrum der Stadt begünstigt. 1848 eröffnete Ausano selbst ein Lokal in der Nähe der Mailander Scala. Nach Ausanos Tod 1866 wurde sein altes Laborgeschäft 1872 aufgegeben und die Produktion in ein neues Werk verlegt.
1985 übernahm die französische Pernod-Ricard-Gruppe das Unternehmen Ramazzotti. 1989 ging der Vertrieb der Marke in Deutschland an Pernod Ricard Deutschland über. 1995 wurde der Produktionsstandort von Ramazzotti in die Provinz Asti verlegt. Seit Oktober 2000 gibt es auf dem deutschen Markt auch einen Ramazzotti Menta mit Minzaroma und einem Alkoholgehalt von 32 % Vol.

## Varianten
Getrunken wird Ramazzotti pur, auf Eis oder mit Zitrone. Bekannte Longdrinks sind Ramazzotti Ginger (mit Ginger Ale) und Ramazzotti Lemonade (mit Zitronenlimonade). Erwähnenswerte Cocktails sind Ramazzotti Sour (mit Zitronen- und Orangensaft), Ramazzotti White Crush (mit Ananassaft, Sahne, Vanillesirup, Zimtpulver und Crushed Ice) sowie Ramazzotti Red Sun (mit Apfelsaft, Grenadine und Zitronensaft).